# 北欧花楸
北欧花楸，也叫欧洲花楸，是蔷薇科花楸属的一种植物。廣泛分佈于歐亞大陸及非洲北部部分地區。其果實可以食用，葉子可以入藥。山梨糖醇和山梨酸最早是从其中提取出来的。

## 形態

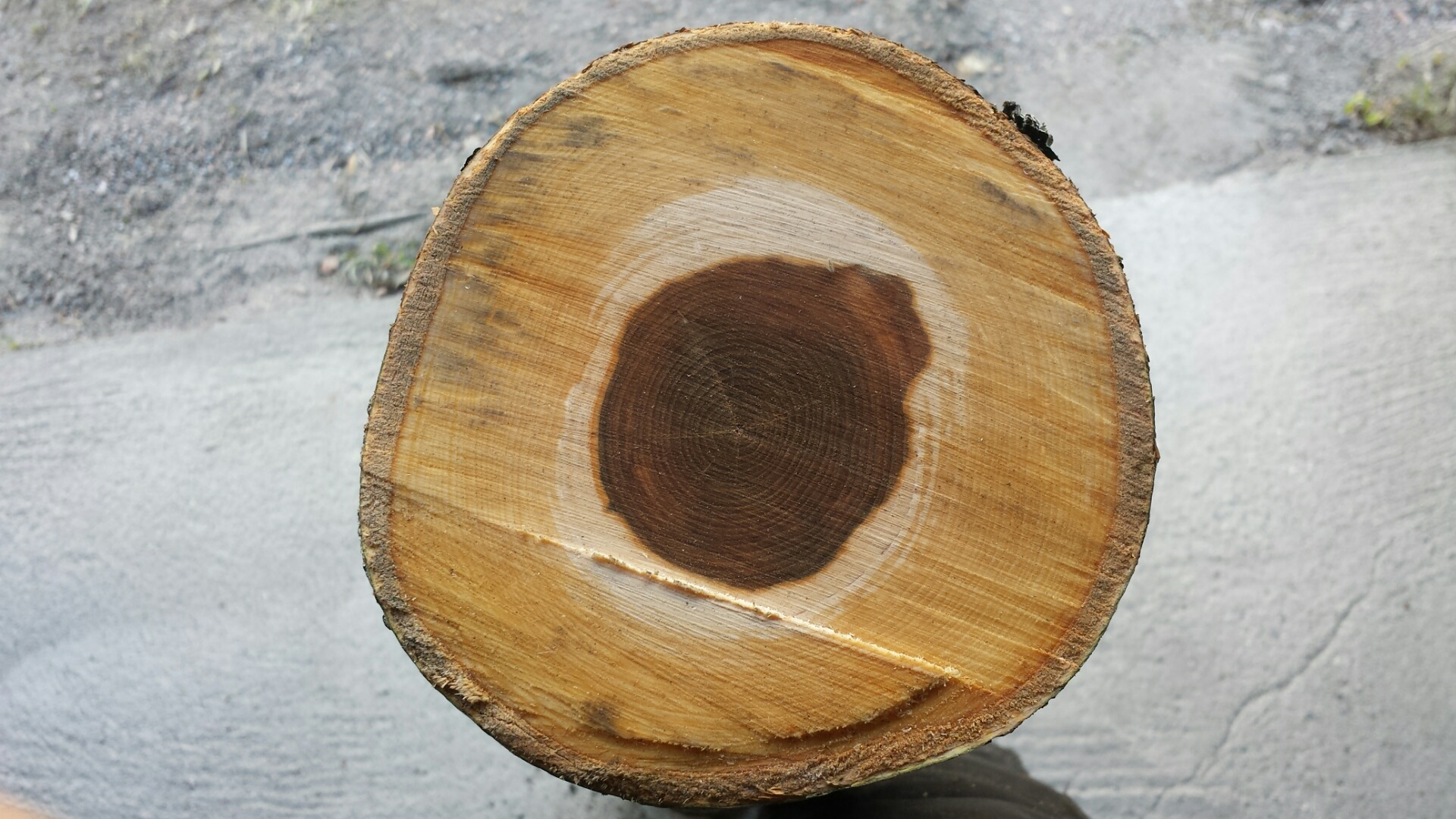
樹幹截面

它為灌木或小喬木，高度在5-15米之間。樹冠稀疏、呈圓形，通常有多個樹幹。樹幹直徑可達40釐米。幼株樹皮呈灰黃色，長成後呈黑灰色。鱗狀樹皮，樹皮上有細長皮孔。其壽命一般不超過80年，是一種較為短命的樹。花楸木邊材呈黃色，心材為褐色，木質多孔，密度為600-700 kg/m3。

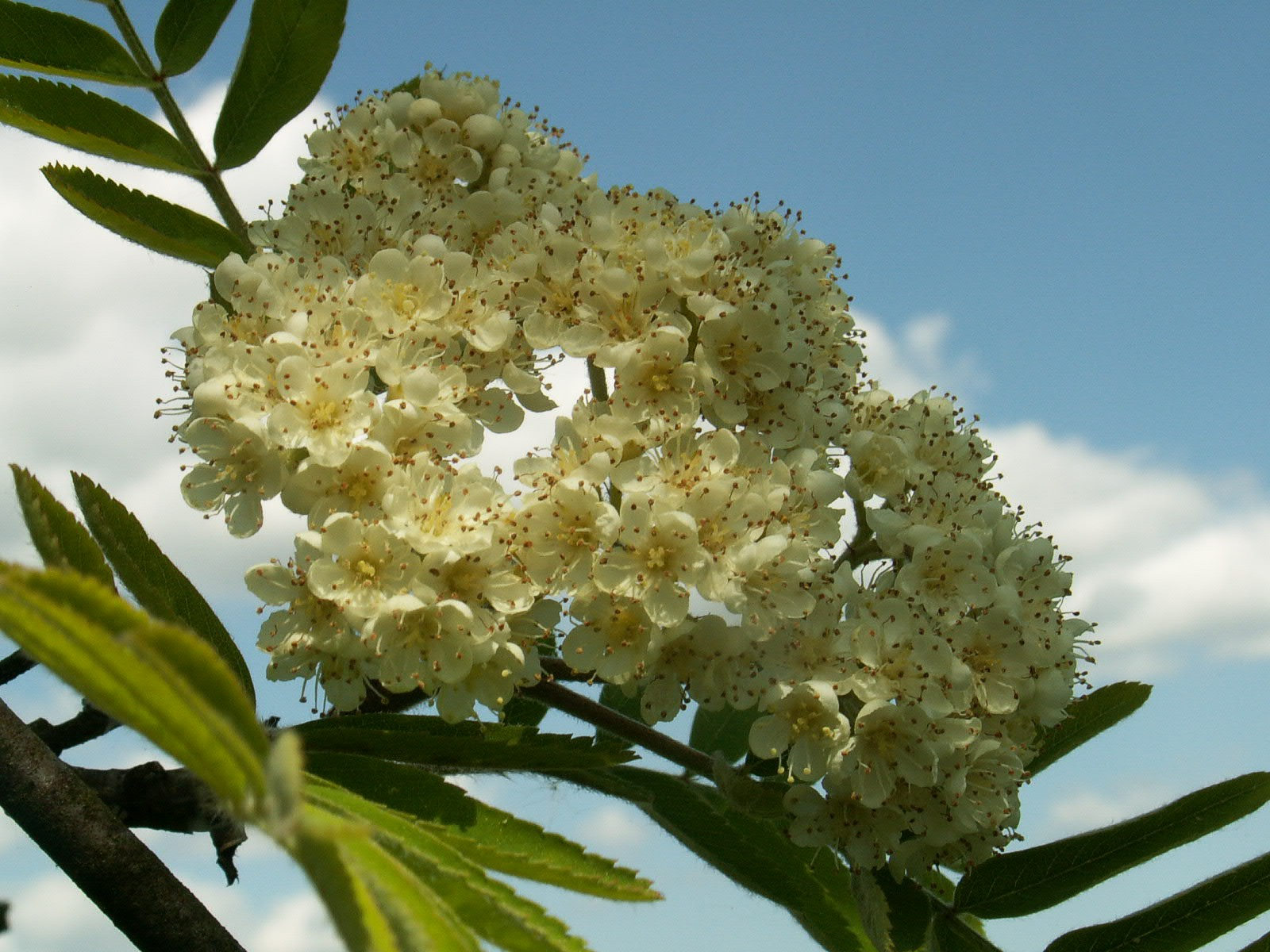
花楸的花

奇数羽状复叶，边缘有锯齿。花白色，复伞房花序，花期五到六月，偶爾也在九月開花。
它和同样见于东北的花楸树（Sorbus pohuashanensis）相似，但托叶呈膜质而非草质，且易脱落，其小叶片下面有较为密集的柔毛。

## 分佈
花楸共有五個亞種：

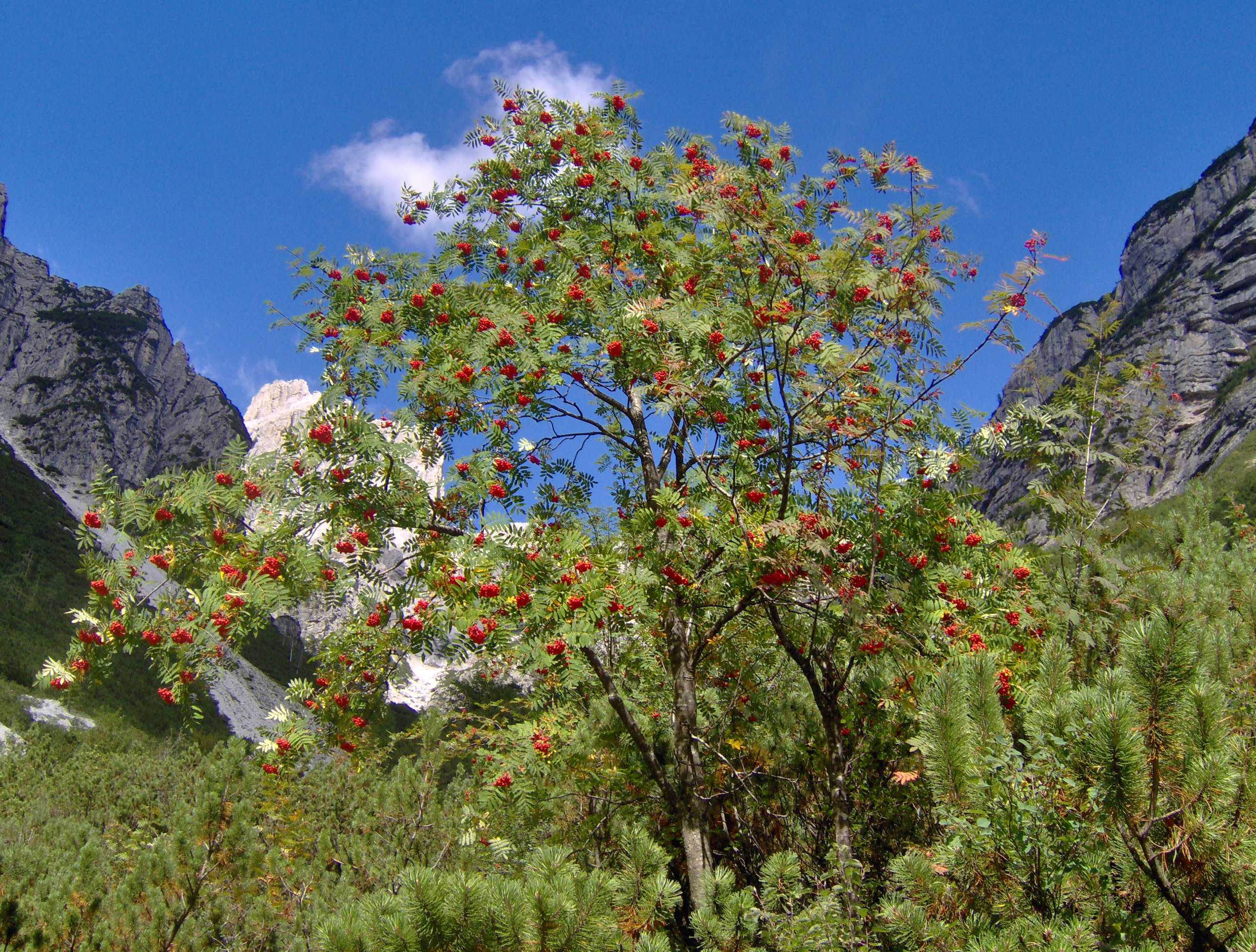
意大利阿爾卑斯山上和歐洲山松一起生長的花楸

- Sorbus aucuparia subsp. aucuparia：分佈於絕大多數地區，南部少見
- Sorbus aucuparia subsp. fenenkiana (Georgiev & Stoj.)：小葉上有稀疏的絨毛，果實片扁球形，僅見於保加利亞
- Sorbus aucuparia subsp. glabrata (Wimm. & Grab.)：絨毛較少，見於歐洲北部和中部山地
- Sorbus aucuparia subsp. praemorsa (Guss.)：有絨毛，卵形果實，見於意大利南部、西西里和科西嘉島
- Sorbus aucuparia subsp. sibirica (Hedl.)：幾乎無絨毛，見於東北歐

## 用途

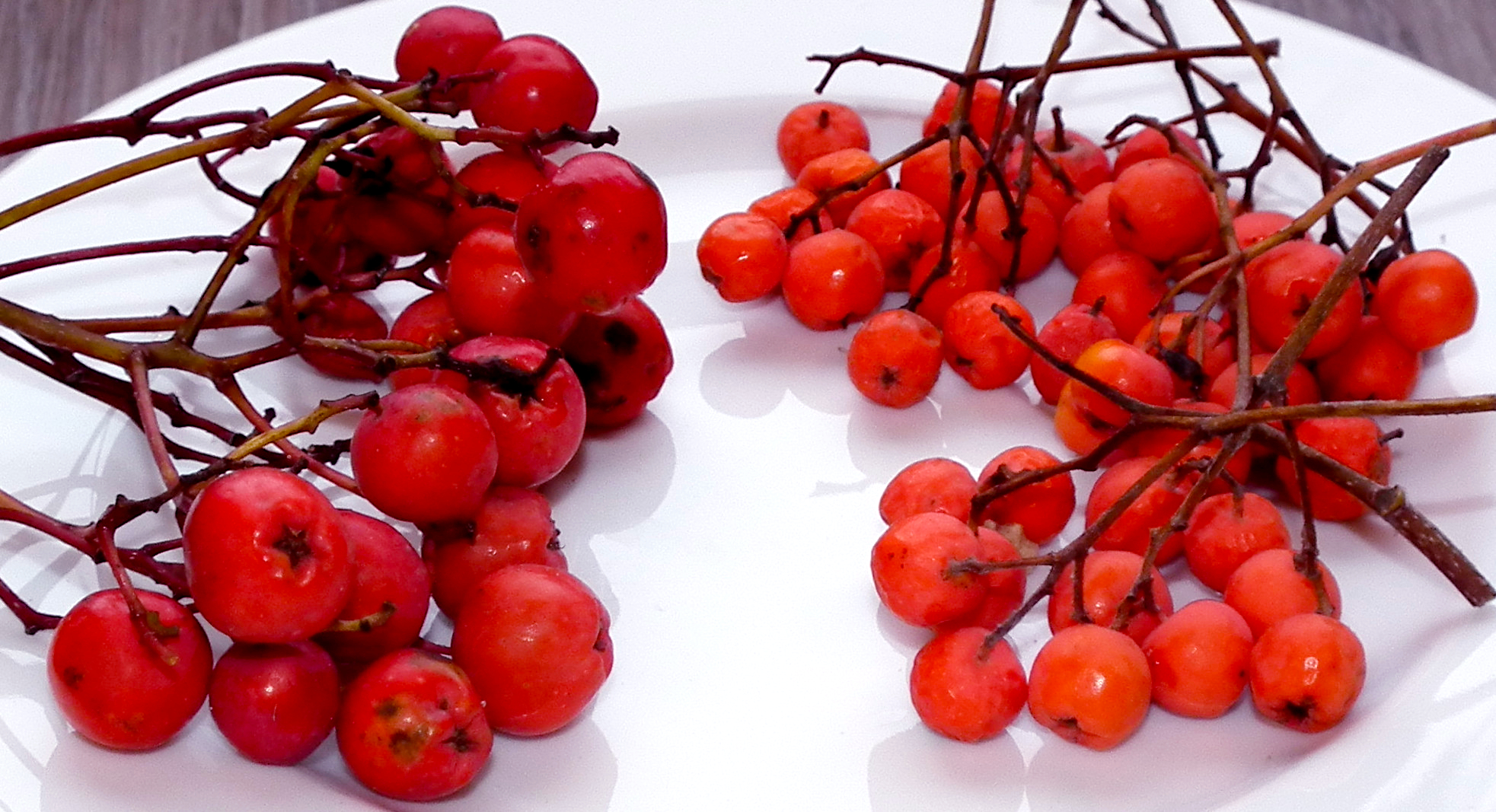
花楸的果實，左側為較容易入口的栽培種，右側為野果

對人類來說，花楸的果實味苦，不應大量直接食用，但可製成果醬食用。冷凍、乾燥及烹飪也可以去除其苦味。此外它還可用作瀉藥、利尿劑、利膽劑。澳大利亞民間醫學使用花楸果實來治療感冒、發燒、風濕和痛風。
Sorbus aucuparia var. dulcis（Kraetzl）、 var. edulis（Dieck）、var. moravica（Dippel）是1810年在東歐耶塞尼克山區發現的變種，其果實較容易入口，後來這些變種傳播到了德國、奧地利及美國。1946年，這些變種中又衍生出栽培種“Konzentra”和“Rosina”，1954年開始大規模栽種。前者個小皮厚，易於運輸，多用來榨汁，後者則個大而甜，多用來做糖漬水果或罐頭。伊凡·米丘林在1905年開始用花楸和其他植物雜交，也培養出許多栽培種。

## 引用
1. ↑  Rivers, M.C.; Beech, E. . The IUCN Red List of Threatened Species. 2017, 2017: e.T61957558A112304840  [15 January 2020]. doi:10.2305/IUCN.UK.2017-3.RLTS.T61957558A112304840.en .
2. ↑  . Plants of the World Online. Board of Trustees of the Royal Botanic Gardens, Kew. 2017  [4 November 2020]. （原始内容存档于2021-10-26）.
3. 1 2  . 中国植物志.
4. ↑  Schauer 2001, p. 342
5. ↑  Zauner 2000, p. 52
6. 1 2 3  Harz 2009, p. 72
7. ↑  Godet 2008, p. 110
8. ↑  Laudert 1999, p. 57
9. ↑  Rich, T. C. G.  (PDF). Botanical Society of Britain and Ireland.   [2018-05-18]. （原始内容 (PDF)存档于2016-03-07）.
10. ↑  Smolik 1996, p. 63
11. ↑  Kremer 2010, p. 42
12. ↑  Raspé, Findlay, Jacquemart 2000, p. 910
13. ↑  Raspé, Findlay, Jacquemart 2000, p. 911
14. ↑  Pahlow 1993, p. 106
15. ↑  Henschel 2002, p. 220
16. ↑  Dreyer 2009, p. 108
17. ↑  Vogl S, Picker P, Mihaly-Bison J, Fakhrudin N, Atanasov AG, Heiss EH, Wawrosch C, Reznicek G, Dirsch VM, Saukel J, Kopp B. . Journal of Ethnopharmacology. Oct 2013, 149 (3): 750–71. PMC 3791396 . PMID 23770053. doi:10.1016/j.jep.2013.06.007.
18. ↑  Friedrich, Schuricht 1989, p. 37
19. ↑  Friedrich, Schuricht 1989, p. 38
20. ↑  Friedrich, Schuricht 1989, p. 276
21. ↑  Friedrich, Schuricht 1989, p. 277
22. ↑  Friedrich, Schuricht 1989, p. 42

## 外部連結
- Sorbus aucuparia （页面存档备份，存于），EUFORGEN